# Raïon de Kremenets
Le raïon de Kremenets (en ukrainien : Кременецький район) est un raïon situé dans l'oblast de Ternopil en Ukraine. Son chef-lieu est Kremenets.

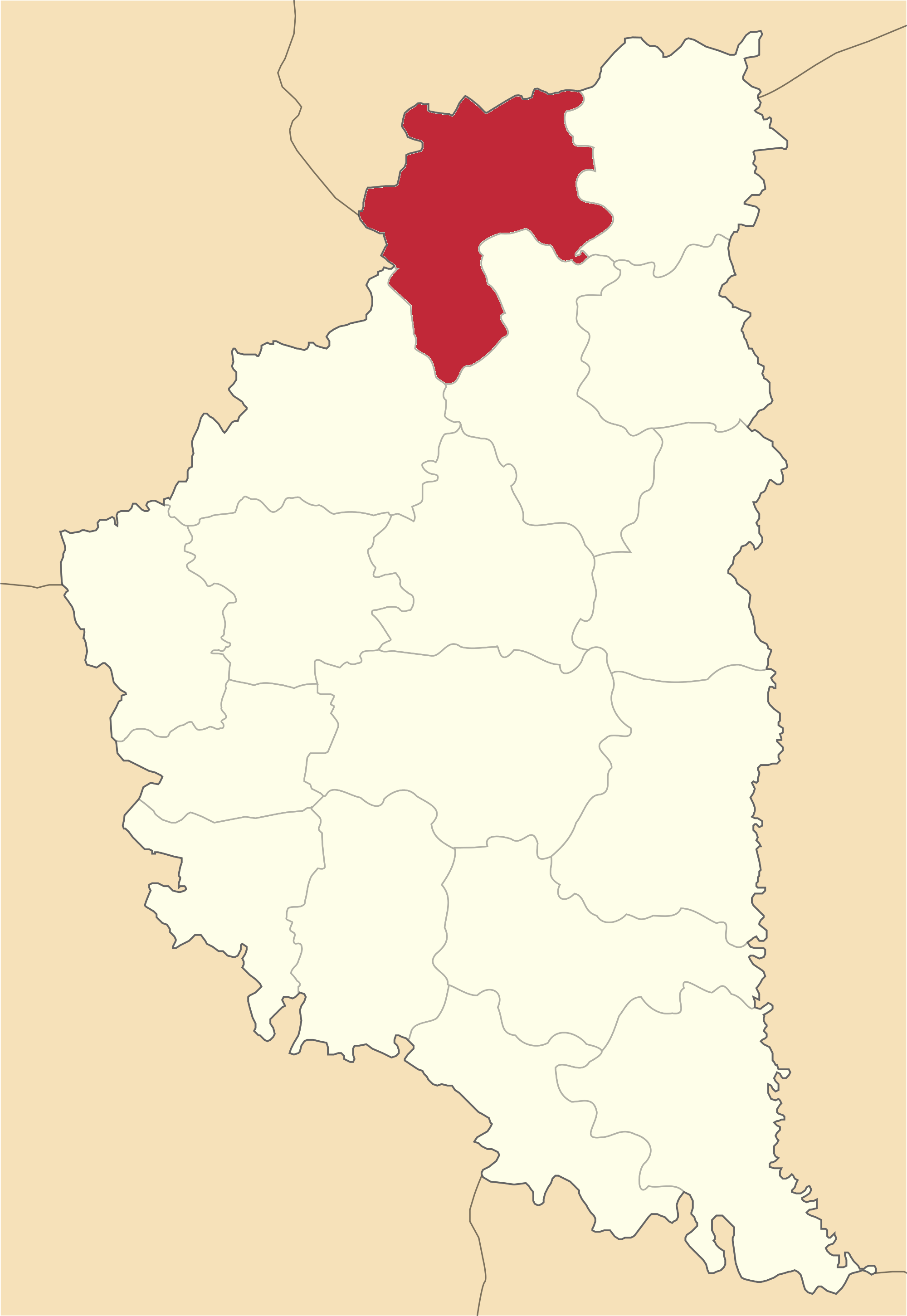
L'ancien raïon de Kremenets.

Le raîon c'est agrandi avec la réforme administrative de juillet 2020.

## Lieux d'intérêt

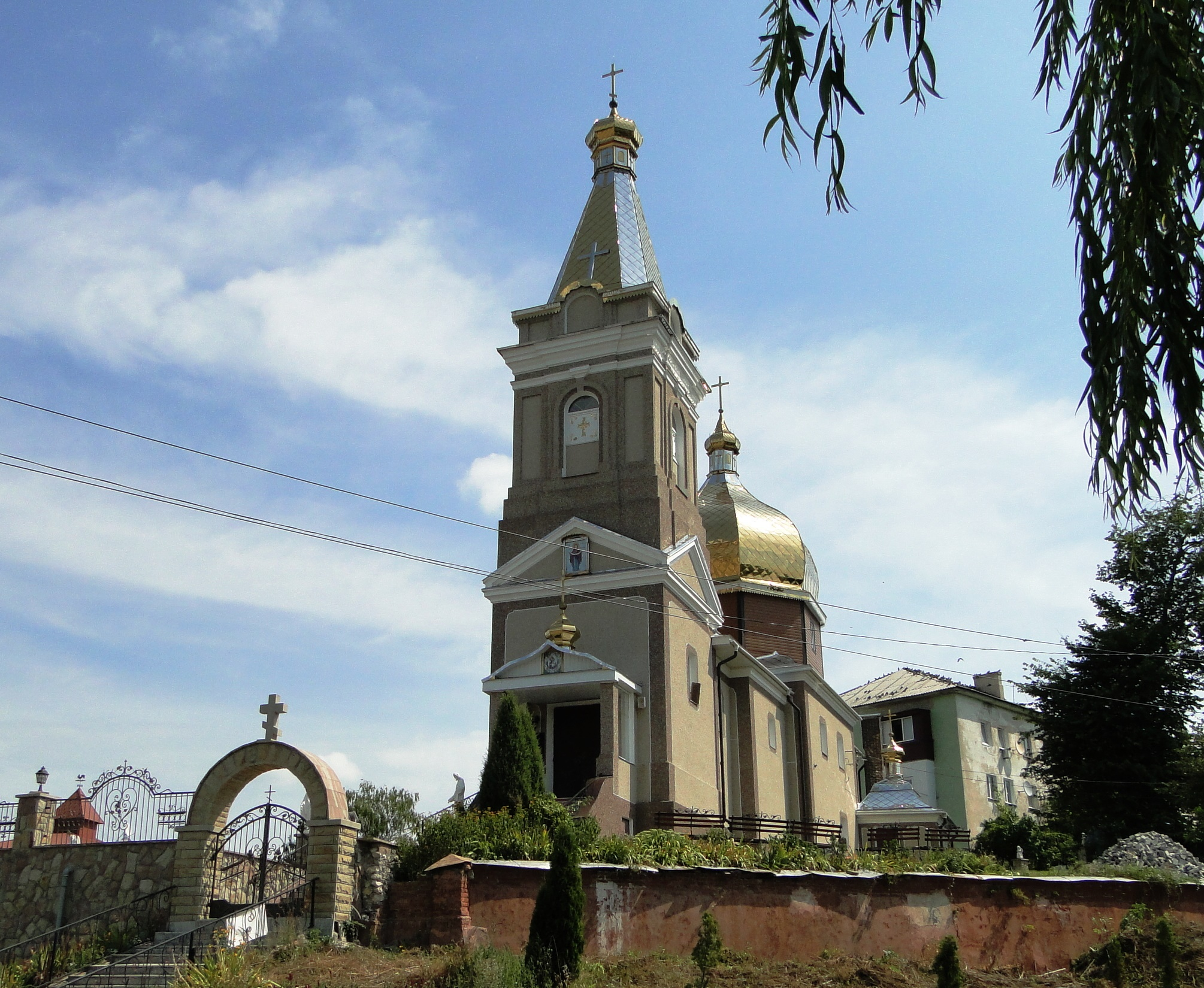
Lanivtsi, l'église de l'Intercession, classée[1],
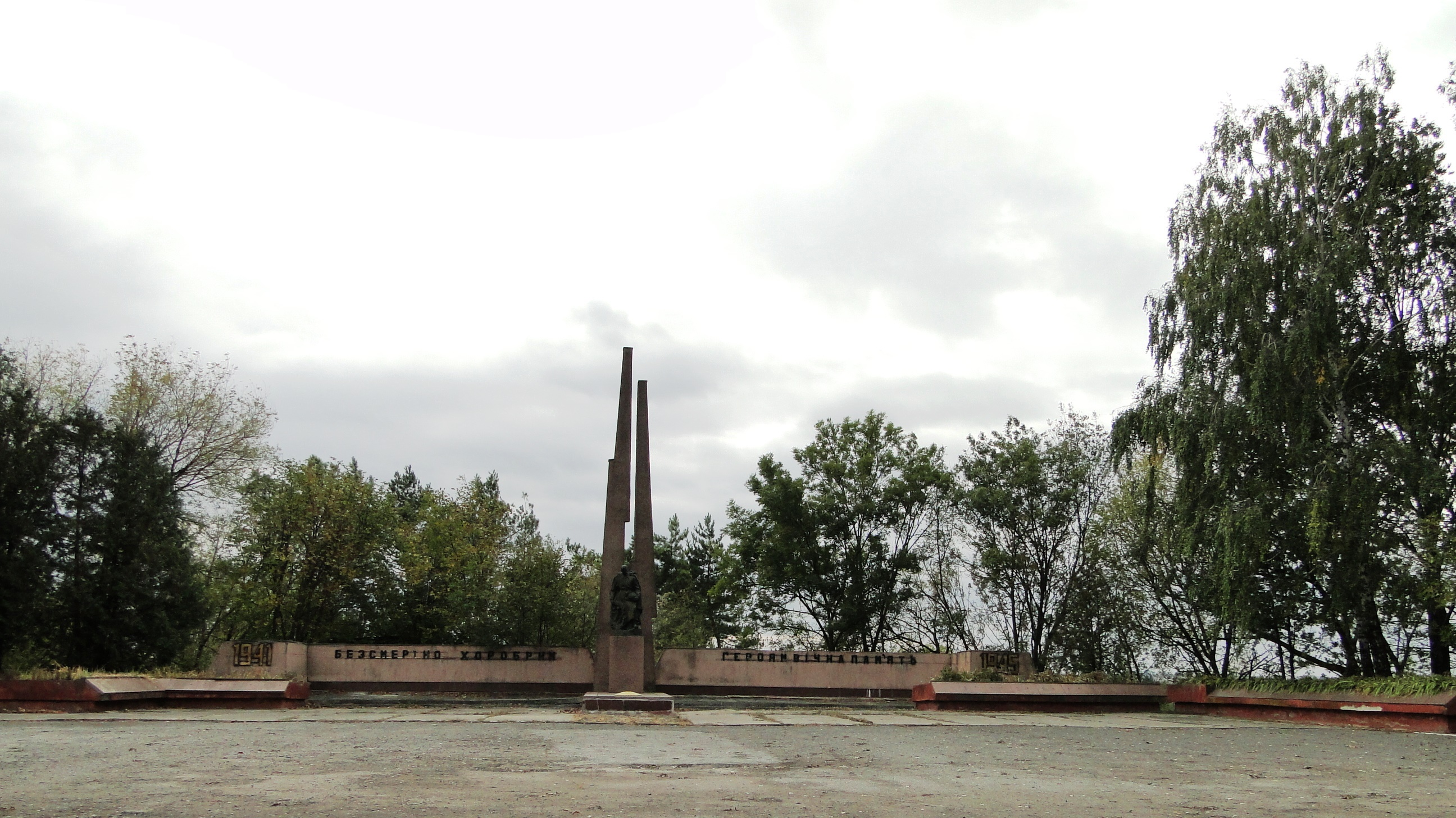
son monument aux morts, classé
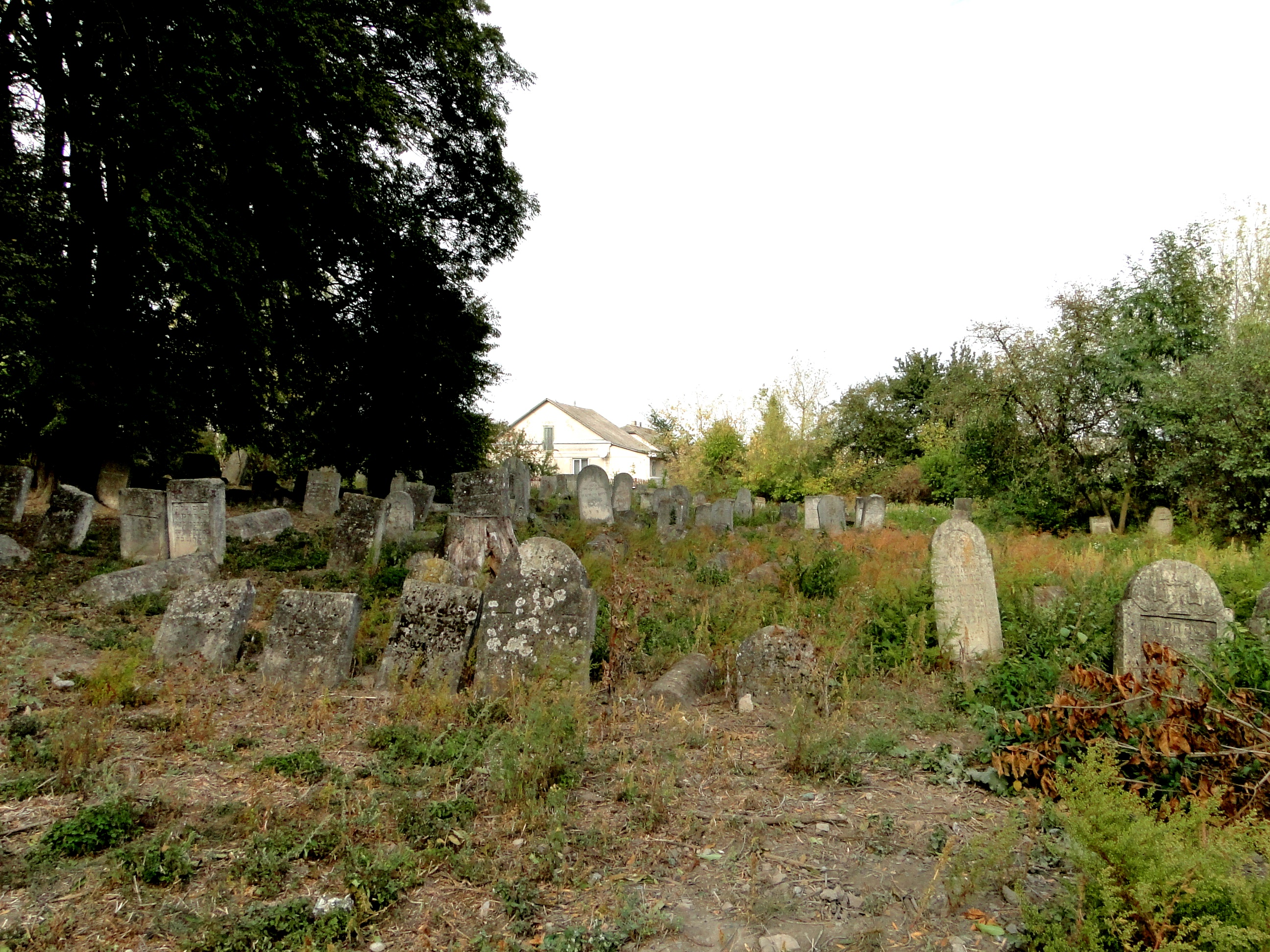
et son cimetière juif, classé[3].
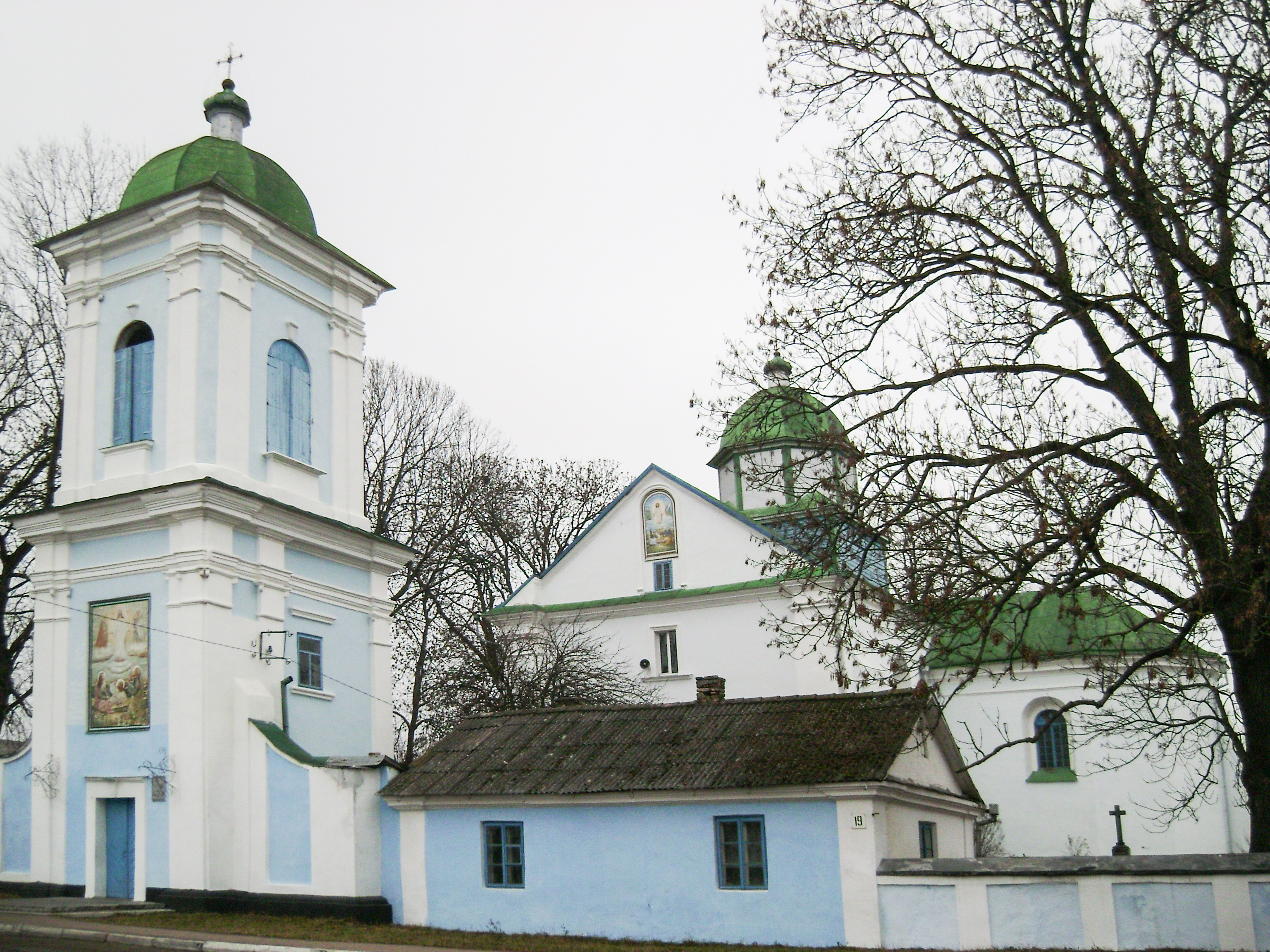
Eglise de la Transfiguration, Choumsk, classée[4],
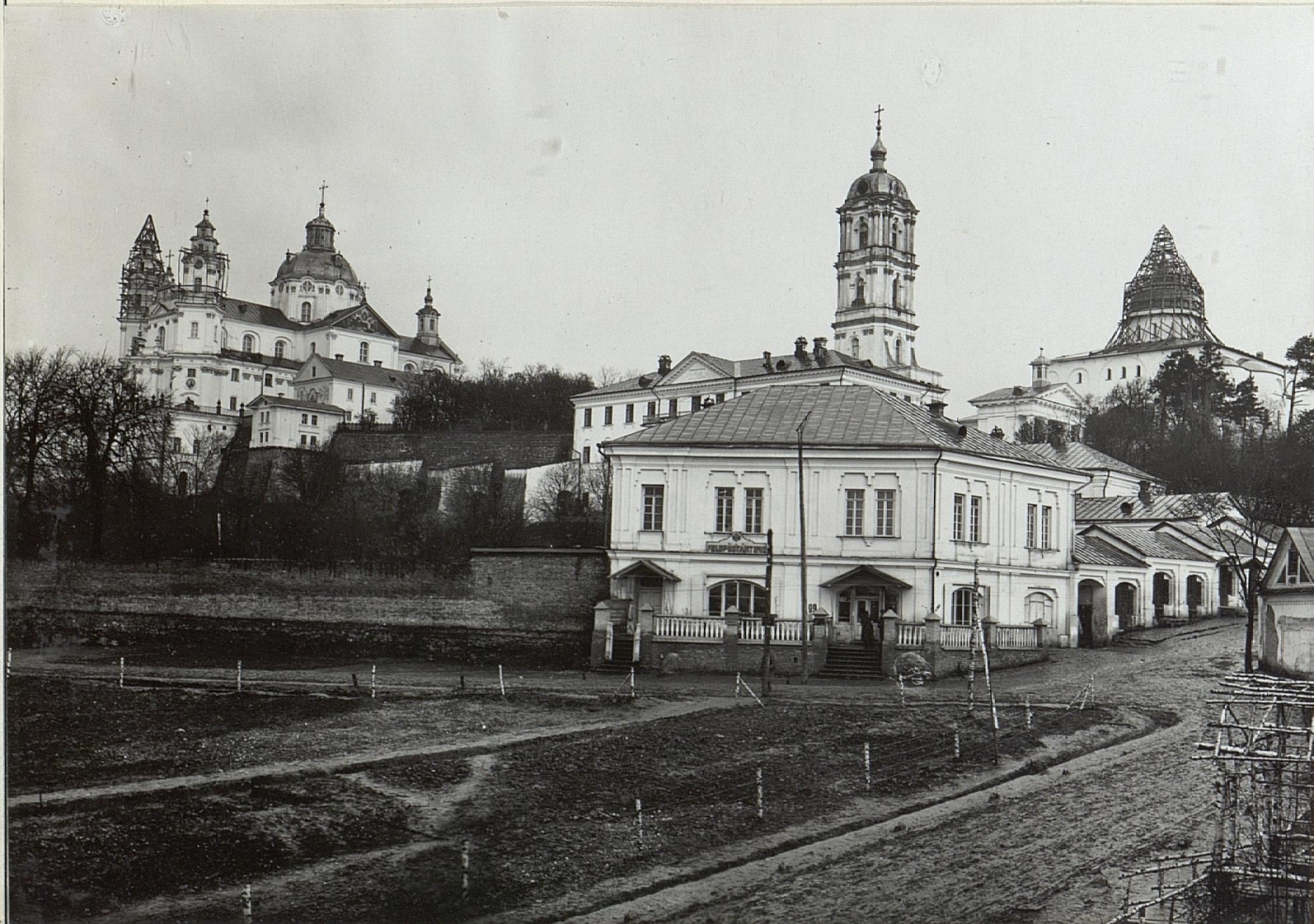
Laure de Potchaïv, classée[5].

La protection de la nature existe au Parc national des montagnes de Kremenets.